# Pomigliano d’Arco
Pomigliano d’Arco ist eine Stadt mit 39.803 Einwohnern (Stand 31. Dezember 2023) in Italien in der Metropolitanstadt Neapel und in der Region Kampanien. Die Stadt liegt nordöstlich von Neapel unweit des Vesuvs.
Die Stadt ist Standort für mehrere Werke der Automobil- und Flugzeugindustrie.

## Wirtschaft
In Pomigliano d’Arco unterhält der Fiat-Konzern sein Forschungszentrum Elasis, außerdem befindet sich am Rande der Stadt das 1972 ursprünglich von Alfa Romeo gebaute Werk, in dem zunächst der Alfasud sowie später der Alfa GT, 147 und 159 gefertigt wurden. Aktuell wird dort der Fiat Panda produziert. Des Weiteren gibt es am Ort Werke der Luft- und Raumfahrtunternehmen Leonardo und Avio Aero.

## Söhne und Töchter der Stadt
- Ludovico Romano (1853–1933), Stadtarchitekt in Neapel
- Giovanni Leone (1908–2001), Präsident der Republik Italien von 1971 bis 1978
- Felice Pirozzi (1908–1975), Erzbischof und Diplomat des Heiligen Stuhls
- Salvatore Piscicelli (1948–2024), Filmkritiker und Regisseur sowie Buch- und Drehbuchautor
- Vincenzo Montella (* 1974), Fußballspieler
- Felice Piccolo (* 1983), Fußballspieler

## Städtepartnerschaften
Pomigliano d’Arco unterhält mit folgenden Städten Partnerschaften:
- Blagnac, Frankreich
- Birmingham (Alabama), USA